# Parafia Narodzenia Najświętszej Maryi Panny w Gryfinie
Parafia pod wezwaniem Narodzenia Najświętszej Maryi Panny w Gryfinie – parafia rzymskokatolicka należąca do dekanatu Gryfino, archidiecezji szczecińsko-kamieńskiej, metropolii szczecińsko-kamieńskiej. Jedna z parafii rzymskokatolickich w Gryfinie. 

## Miejsca święte

### Kościół parafialny
Zasugerowano, aby wydzielić z tego artykułu fragmenty do artykułu Kościół Narodzenia Najświętszej Maryi Panny w Gryfinie.
Kościół parafialny późnoromańsko-gotycki wcześniej pw. św. Mikołaja, budowla jest jednoprzęsłową, trójnawową halą z transeptem (nawą poprzeczną), prostokątnym chórem (prezbiterium) i kwadratową w rzucie wieżą zachodnią. Prosto zamknięte prezbiterium, transept i nawa główna w swoim rzucie tworzą układ krzyża greckiego, początek budowy kościoła datuje się na rok 1278, w którym książę Barnim I przekazał patronat nad świątynią kościołowi NMP w Szczecinie. Fundację ołtarza w roku 1300 wiąże się z zakończeniem budowy części wschodniej kościoła, a więc prezbiterium i transeptu. Partie te wzniesione zostały z ciosów kamiennych przy użyciu cegły w architektonicznym detalu. Drugi etap budowy miałby być ukończony w 1325 roku, kiedy to książę Otton I ufundował drugi ołtarz. Zbudować wtedy miano z cegły bazylikowy, trójnawowy, jednoprzęsłowy korpus i kamienną w dolnej partii wieżę zachodnią. O istnieniu w tamtym czasie układu bazylikowego (nawy boczne niższe od nawy głównej) świadczą okna w górnej partii ścian nawy głównej, widoczne dziś na strychu kościoła. Trzeci etap budowy przypada na epokę późnego gotyku (XV wiek). Podwyższono wtedy nawy boczne do wysokości nawy głównej tworząc układ halowy oraz założono sklepienia gwiaździste (dotychczas kościół nakryty był drewnianym stropem). W 1938 roku zmieniono średniowieczny stożek wieńczący wieżę na zupełnie nie komponujący z całością neobarokowy hełm. Mieści się przy ulicy Kościelnej.